# نو غانز لايف
نو غانز لايف (باليابانية: ノー・ガンズ・ライフ، بالروماجي: Nō Ganzu Raifu) (بالإنجليزية: No Guns Life)‏ هي سلسلة مانغا يابانية من تأليف تاسوكو كاراسوما، نشرت من قبلز شوئيشا في مجلة Ultra Jump، منذ أغسطس عام 2014، تم تجمع فصول المانغا في 10 مجلدات تانكوبون. اقتبست إلى أنمي من قبل استوديو مادهاوس، عرض الجزء الأول من الأنمي في 10 أكتوبر 2019 واستمر عرضه حتى 26 ديسمبر عام 2019، عرض الجزء الثاني في يوليو عام 2020 واستمر عرضه حتى 24 سبتمبر عام 2020.

## القصة
تدور أحداث القصة في المستقبل القريب، حيث أصبح العديد من البشر سايبورغ، مع انتهاء الحرب الكبرى مؤخرًا، بدأ العديد من الجنود الذين كانوا جنودًا سابقًا، في اللجوء إلى الجريمة من أجل البقاء. جوزو إينوي هو مرتزق
متخصص في حل المشكلات التي يسببها السايبورغ الآخرين.

## الشخصيات
جوزو إينوي (باليابانية: 乾十三، بالروماجي: Inui Juzo)
مؤدي الصوت: جونيتشي سوابي
تيتسورو أراهاباكي (باليابانية: 荒吐鉄朗، بالروماجي: Arahabaki Tetsurō)
مؤدي الصوت: دايكي ياماشيتا
ماري ستينبيرغ (باليابانية: メアリー・ シュタインベルグ، بالروماجي: Meari Shikotainberugu)
مؤدية الصوت: مانامي نوماكورا
أوليفر فانديبيرم (باليابانية: オリビエ・ファンデベルメ، بالروماجي: Oribie fuandeberume)
مؤدية الصوت: يوكو هيكاسا
كرونين فون وولف (باليابانية: クローネン・フォン・ウルフ، بالروماجي: Kuronen fuon urufu)
مؤدي الصوت: يويا أوتشيدا
بيبير (باليابانية: ペッパー، بالروماجي: Pepper)
مؤدية الصوت: إينوري ميناسي
سيفين (باليابانية: セブン، بالروماجي: Sepun)
مؤدية الصوت: يوكو سانبي
كارين (باليابانية: カレン، بالروماجي: Karen)
مؤدية الصوت: يوجي أويدا
كرستينا ماتسوزاكي (باليابانية: クリス ティーナ松崎، بالروماجي: Korisuteina Matsuzaki)
مؤدية الصوت: ماساشي إبارا
سكارليت غوسلينغ (باليابانية: スカーレット・ゴズリング، بالروماجي: Sukaretsuto gozuringu)
مؤدي الصوت: ماريكا كونو
ميغا آرميد توكيسادا (باليابانية: メガアームド西条時間، بالروماجي: Megaāmudo Saijōjikan)
مؤدي الصوت: كينيو هوريوتشي
كولت (باليابانية: コルト، بالروماجي: koroto)
مؤدي الصوت: ماكوتو فوروكاوا

## وصلات خارجية
- موقع الأنمي الرسمي باللغة اليابانية
- نو غانز لايف على موقع ANN manga (الإنجليزية)